# Chineze Anyaene
Chineze Anyaene (c. 1984) es una cineasta y productora nigeriana. Es conocida por su película elogiada por la crítica, Ijé: The Journey (2010). Está considerada una pionera de Nollywood por ser la primera «nigeriana de la diáspora» —emigrada a Estados Unidos— en crear un largometraje que trascienda las barreras culturales de su país natal. Anyaene es presidenta del comité de selección de los Óscars nigerianos, además de copropietaria y directora ejecutiva de las Stella Maris Schools de Abuya. También es la fundadora de Xandria Productions en Los Ángeles.

## Carrera
Chineze Anyaene nació en Abuya y asistió al colegio Regina Pacis. Estudiante de dramaturgia en la Universidad de Abuya, llegó a los Estados Unidos en 2005 y obtuvo una maestría en Dirección en la Escuela de Cine de Nueva York. Hizo su primera película, Ijé: The Journey, con las actuaciones de Omotola Jalade Ekeinde y Genevieve Nnaji, en 2010. El largometraje, filmado en su país de origen y en Estados Unidos, cuenta la historia de dos hermanas nigerianas, Chioma y Anya, y cómo la primera viaja a Norteamérica para salvar a su hermana, acusada de asesinato. Recibió críticas positivas y ganó el premio a la excelencia en Festival Internacional de Cine de Canadá, el premio Golden Ace en el de Las Vegas, la palma de plata en el de México, el premio  Melvin van Peebles en el Festival Negro de San Francisco, y el premio a mejor estudiante internacional en el Festival de Swansea Bay, entregado por Catherine Zeta-Jones y Michael Sheen.
En 2012, Anyaene produjo un cortometraje, 20 Years Later, dirigido por Larry Ulrich y con las actuaciones de Jeff Handy, Chris Oliver y Angel Princess. Debido a los costos de producción de Ijé, hacia 2013 no tenía suficientes medios y no podía hallar financiación para filmar otra película. En 2018, declaró que aún no había recuperado dicha inversión.
Con respecto a su vida privada, en 2017 se casó con Chibuzor Abonyi en una ceremonia secreta.